# Мо, Клаудия
Клаудия Мо (англ. Claudia Mo, иер. 毛孟靜, кант.-рус. Моу Манчин, кит.-рус. Мао Мэнцзин; род. 18 января 1957) — журналист, писательница, правозащитник, активист, политик из Гонконга, была депутатом Законодательного совета Гонконга. Клаудия Мо работала корреспондентом во «Франс-Пресс», была колумнистом в газетах Ming Pao и Apple Daily, вела шоу на общественном вещателе Radio Television Hong Kong.
Клаудия Мо находилась в заключении по обвинению в подрывной деятельности против Гонконга и Китайской Народной Республики с 28 февраля 2021 года по 29 апреля 2025.

## Биография

### Детство и юность
Клаудия Мо родилась в Гонконге в 1957.
Её родители приехали в Гонконг из Шанхая в 1950. До приезда в Гонконг, в семье уже были сын и дочь, в Гонконге родилась вторая дочь, и третьей дочерью была Клаудия. Отец зарабатывал деньги внутренним ремонтом и отделкой помещений, мать была домохозяйкой.
Её детство проходило в районе Гонконга «Счастливая долина», там Клаудия Мо училась в начальной школе, затем получила среднее образование в католической школе. В католической школе преподавался французский язык, это позволило ей поступить в канадский университет в Оттаве, где Клаудия Мо изучала профессию журналистики.

### Журналистская деятельность
После окончания университета, в 1980-м, Клаудия Мо поступила на работу в редакцию «Франс-Пресс» в Гонконге, затем работала в Hong Kong Standard, также в TVB, затем, в 1986-м, вновь — в «Франс-Пресс», где она освещала события на площади Тяньаньмэнь (1989). Уйдя из «Франс-Пресс» в 1991-м, она была колумнистом в критически настроенных к правительству КНР газетах Ming Pao и Apple Daily, также вела шоу на общественном вещателе Radio Television Hong Kong.

### Правозащитная деятельность
Клаудия Мо помогала в организации пресс-конференции «Индекс свободы прессы» для «Репортёров без границ» в Законодательном совете Гонконга в 2019.

### Законодательная деятельность
Клаудия Мо стала членом Гражданской партии (Civic Party) в 2006-м, и в 2012-м была избрана депутатом Законодательного совета Гонконга.
Позднее, Клаудия Мо вышла из Гражданской партии, и стала независимым членом Законодательного совета.
Она ушла в массовую отставку с поста законодателя, — вместе с коллегами из демократического лагеря — всего девятнадцать заседателей, — в ноябре 2020-го, протестуя против нового постановления Пекина, позволившего правительству Гонконга лишить четырёх законодателей своих кресел. Данное новое постановление Пекина требовало, чтобы непатриотические граждане не допускались участвовать в работе Законодательного совета Гонконга. Кроме политического протеста против решения Пекина, Клаудия Мо назвала причиной массовой отставки демократов и просто техническую невозможность более участвовать в отстаивании демократических законов в совете, так как и прежде демократов было всего девятнадцать, и им было трудно противостоять про-Пекинскому большинству, а с изгнанием четырёх законодателей их осталось всего пятнадцать.
Клаудия Мо была одним из создателей организации Hong Kong First в 2013-м, целью которой была борьба с нарастающим влиянием Пекина на политическую жизнь Гонконга.

### Арест
Клаудия Мо первоначально была арестована, — вместе с 53 других политиков и активистов, — ранним утром 6 января 2021 года по статье о сговоре с иностранными государствами с целью подрывной деятельности Закона о защите национальной безопасности в Гонконге.
В рейде по аресту 53 демократических деятелей принимало участие почти 1 000 полицейских. Официальным поводом к аресту было участие задержанных в организации предварительных выборов в июле 2020, которые проводила оппозиция для отбора кандидатов на предстоящие выборы в Законодательный совет Гонконга. Власти заявили, что на данных предварительных выборах высказывались угрозы нарушить работу правительства.
Во время рейда 6 января 2021, полицией была выломана предохранительная цепочка на двери, были конфискованы телефон и компьютер Клаудии Мо, и её муж, 79-и летний британский историк Филип Боуринг, находящийся во время рейда вместе с женой, в результате данных действий полиции был введён в состояние шока.
Хотя на следующий день, 7 января, Клаудия Мо и все её коллеги по демократическому движению, кроме одного законодателя, были освобождены под залог, но они не имели права покидать Гонконг и должны были явиться в полицию в феврале.
Клаудия Мо была вновь помещена с 28 февраля 2021 под арест.
Просьба Клаудии Мо на освобождение под залог была отклонена 28 мая 2021, так как суд нашёл, что её интервью иностранным журналистам показывают, что Клаудия Мо на свободе может причинить вред интересам государственной безопасности. При вынесении данного приговора, суд руководствовался не только анализом её публичных интервью, но также судом были приняты от прокуратуры к рассмотрению интервью для иностранных журналистов из её конфискованного телефона, в которых содержались негативные оценки действий властей.
До июня 2022 года, продолжались предварительные слушания в суде по обвинению Клаудии Мо в подрывной деятельности. Вместе с Клаудией Мо, в суде рассматривались дела 46-и её коллег, политических деятелей и адвокатов, которые также содержались всё время в тюрьме, и все вместе получили прозвище «Гонконг 47». Предварительные слушания в суде завершились в июне 2022, и дело «Гонконг 47» было передано в Верховный Суд Гонконга. По этому делу в ноябре 2024 года она была приговорена к 4 годам и 2 месяцам заключения.
Клаудия Мо вышла на свободу 29 апреля 2025. Вместе с Клаудией Мо были освобождены её коллеги, бывшие законодатели, также проходившие по делу «Гонконг 47»: Джереми Там, Квок Ка-ки и Гэри Фан. Вернувшись домой, Клаудия Мо рассказала журналистам, что в тюрьме она прочитала более чем 300 книг, также работала над своим французским языком, и что эта деятельность помогла ей преодолевать чувство одиночества в тюрьме.

## Семья
Её муж, британский журналист и историк Филип Боуринг, у них двое сыновей.
Филип Боуринг происходит из Гонконгской семьи, работал журналистом в Financial Times, был редактором журнала Far Eastern Economic Review, также до 2015 года был колумнистом в South China Morning Post.

## Библиография

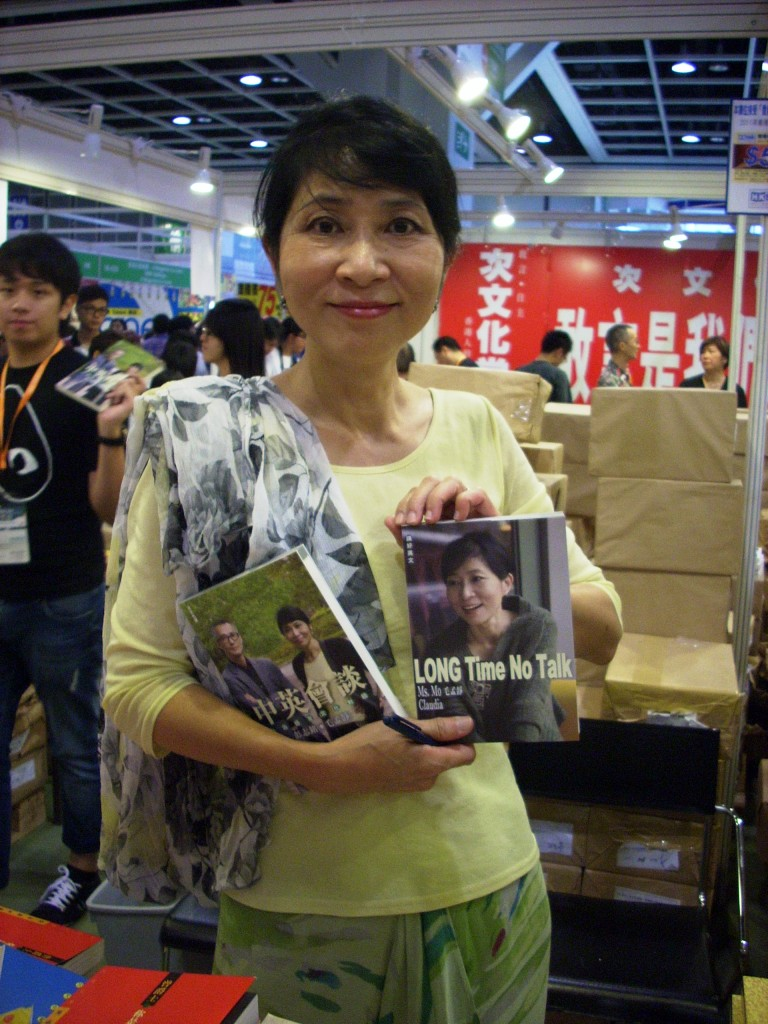
Клаудия Мо на гонконгской книжной ярмарке 2011 года